# Rokijski predor
Rokijski predor (imenovan tudi Rokski predor, gruzijsko როკის გვირაბი; osetijsko Ручъй тъунел; rusko Рокский туннель) je gorski predor na cesti Transkam (ali Transkavkaška cesta) skozi Visoki Kavkaz, severno od vasi Zgornja Roka. Predor je edina cestna povezava med rusko republiko Severno Osetijo-Alanijo in Južno Osetijo, separatistično pokrajino v Gruziji. Cesto upravljajo v mestu Nižni Zaramag v Severni Osetiji in jo včasih imenujejo mejni prehod Roki-Nižni Zaramag.
Predor, ki ga je sovjetska vlada dokončala leta 1984, je ena od redkih poti, ki prečkajo območje Severnega Kavkaza. Dolg je 3730 metrov in leži na nadmorski višini okoli 2000 metrov, v bližini prelaza Roki, ki je na nadmorski višini 3000 metrov in ga je mogoče uporabljati le poleti. Drugi poti med Gruzijo in Rusijo sta carinska kontrolna točka na prelazu Kazbegi – Verhni Lars na Gruzijski vojaški cesti, zaprt junija 2006 in ponovno odprt leta 2010, ter prehod Gantiadi – Adler v Abhaziji, za katerega Gruzija trdi, da obratuje nezakonito.
Predor je bil pomemben v spopadu med Gruzijo in Osetijo. Za oblasti v Južni Osetiji je cestnina, ki se obračunava za promet skozi predor, eden glavnih virov dohodka. Gruzijska vlada – ki so jo podprle ZDA – je že dolgo nazaj pozvala, naj se južnoosetijska stran predora postavi pod nadzor mednarodnih opazovalcev, ne pa južnoosetijskih separatistov in njihovih ruskih zaveznikov. Ko so ruske oblasti med junijem 2006 in marcem 2010 blokirale prehod Kazbegi-Verhni Lars, je bil predor Roki edina razpoložljiva cestna pot iz Rusije do Južne Osetije. Predor je bil uporabljen tudi kot oskrbna pot ruskih vojakov med vojno v Južni Osetiji 2008.
Zaradi škode, ki jo je leta 2008 povzročila vojna v Južni Osetiji, je bil predor rekonstruiran. Za temeljito obnovo je bila glavna cev zaprta od 24. aprila 2012 do začetka novembra 2014, promet pa je potekal skozi servisni predor. Popravila, med katerimi so dokončali tudi vzporedni servisni predor, so stala približno 400 milijonov ameriških dolarjev. Vse stroške obnove je plačala ruska stran.